# Diopsiulus schioetzae
Diopsiulus schioetzae är en mångfotingart som beskrevs av Jean-Paul Mauriès 1979. Diopsiulus schioetzae ingår i släktet Diopsiulus och familjen Stemmiulidae. Inga underarter finns listade i Catalogue of Life.